# Seattle Golf Club

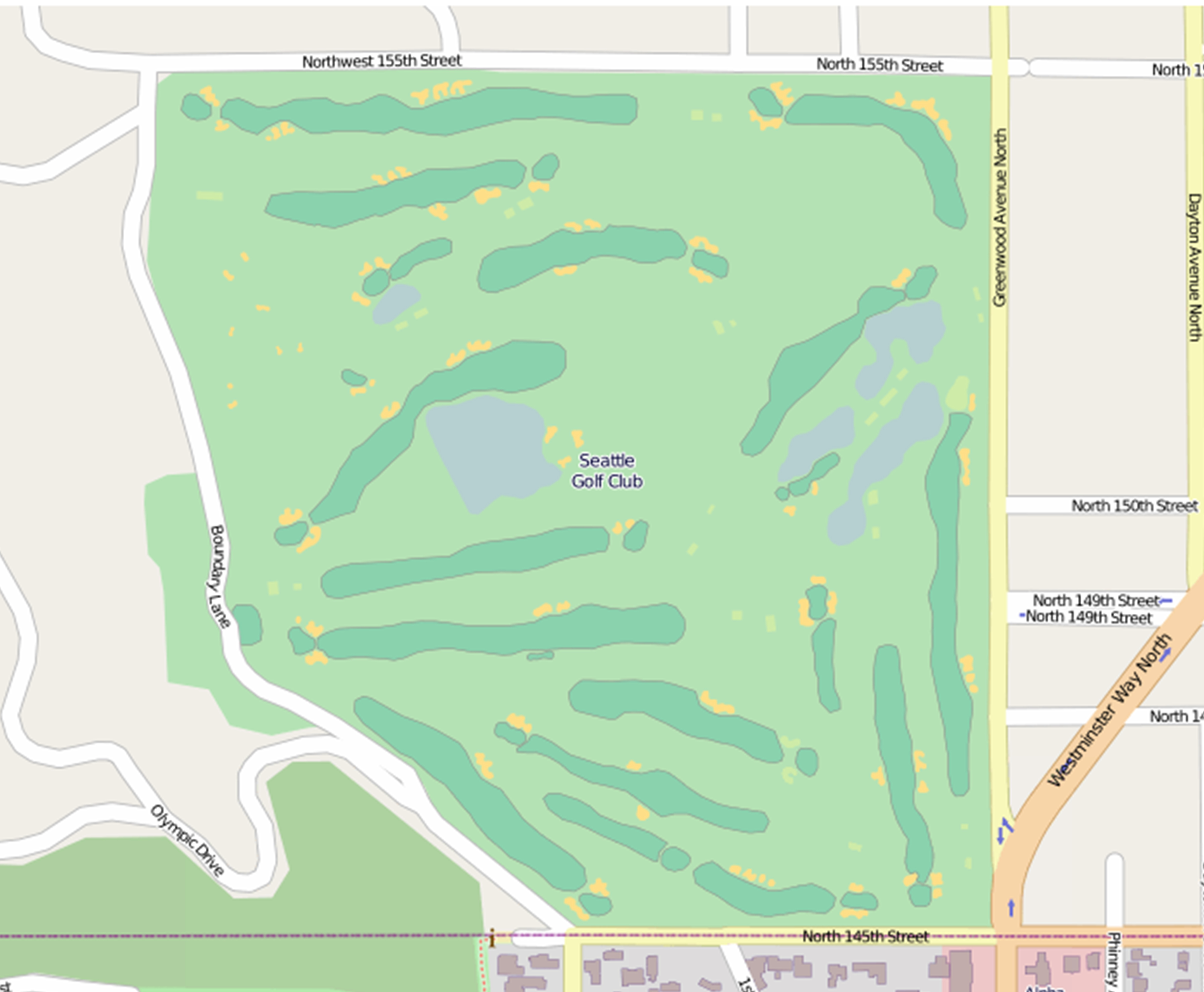
Plattegrond

De Seattle Golf Club is een golfclub in Shoreline in de Amerikaanse staat Washington. De golfclub werd opgericht op 8 augustus 1900. De huidige 18-holesgolfbaan werd in 1996 door Arnold Palmer ontworpen en beschikt over een clubhuis.

## Geschiedenis
De Seattle Golf Club werd opgericht op 8 augustus 1900. De club had toen 53 leden en lag ten noorden van Gasworks Park en ten oosten van de "Stone Way". Er liep destijds geen weg naar de golfbaan en de leden passeerden met de boot Lake Union. Vier jaar na de oprichting werd de baan verplaatst naar de huidige wijk Laurelhurst, wat tevens in Seattle ligt. De Seattle Golf Club had toen een 9-holesbaan, die wederom niet met het wegennet was verbonden. Weer gingen de leden met de boot naar de golfbaan, maar ditmaal via Lake Washington.
In april 1907 kocht de Seattle Golf Club 155 acre (62,7 ha) aan land, 6,5 km ten noorden van de wijk Ballard aan de "Richmond Beach Road". Dit is de huidige locatie van de golfbaan. Eén jaar later werd het huidige clubhuis gebouwd. Dit clubhuis was ontworpen door "Cutter & Malmgren". In 1952 werd op de golfbaan het Amerikaans amateurkampioenschap gespeeld, dat werd gewonnen door Jack Westland. Ook werd er in 1961 de Walker Cup, in 1981 de United States Senior en in 2010 de Pac-10 Conference gehouden. In 2016 staat de Pacific Coast Amateur gepland. De huidige baan werd in 1996 ontworpen door Arnold Palmer.

## Baan
| Graad      | Lengte (m) | CR     | SR     |        |        |
| Mannen     | Mannen     | Mannen | Mannen | Mannen | Mannen |
| ---------- | ---------- | ------ | ------ | ------ | ------ |
| Zwart      | 6251       | 73,5   | 137    |        |        |
| Palmer     | 6050       | 72,6   | 135    |        |        |
| Blauw      | 5867       | 71,5   | 134    |        |        |
| Leden      | 5695       | 70,4   | 130    |        |        |
| Wit        | 5503       | 69,5   | 127    |        |        |
| Oprichters | 5223       | 68,6   | 125    |        |        |
| Groen      | 4954       | 67,1   | 126    |        |        |
| Goud       | 4590       | 65,3   | 116    |        |        |
| Vrouwen    |            |        |        |        |        |
| Wit        | 5503       | 75,5   | 132    |        |        |
| Oprichters | 5223       | 73,9   | 128    |        |        |
| Groen      | 4954       | 73,2   | 123    |        |        |
| Goud       | 4590       | 70,1   | 119    |        |        |